# Chelonus subfenestratus
Chelonus subfenestratus är en stekelart som först beskrevs av Vladimir Ivanovich Tobias 1984.  Chelonus subfenestratus ingår i släktet Chelonus och familjen bracksteklar. Inga underarter finns listade i Catalogue of Life.